# Dmitrij Naliwkin
Dmitrij Wasiljewicz Naliwkin (ros. Дмитрий Васильевич Наливкин, ur. 13 sierpnia?/25 sierpnia 1889 w Petersburgu, zm. 2 marca 1982 w Leningradzie) – rosyjski geolog i paleontolog.

## Życiorys
Urodził się w rodzinie geologa i nauczycielki. Skończył szkołę komercyjną, od 1907 pracował w Komitecie Geologicznym (przemianowanym w 1939 na Wszechzwiązkowy Naukowo-Badawczy Instytut Geologiczny), później został adiunktem-geologiem i geologiem tego instytutu. W 1909 rozpoczął działalność naukową u znanego naftowca D. Gołubiatnikowa, w 1915 ukończył studia w Piotrogrodzkim Instytucie Górniczym, w którym później został asystentem i wykładowcą, w 1920 profesorem, a w latach 1930–1982 kierował tam katedrą geologii historycznej. W 1921, od 1924 do 1926 i w 1934 kierował geologicznym badaniami Uralu, a 1931–1931 przewodził grupie ekspedycji geologicznej Akademii Nauk ZSRR do Pamiru w Tadżykistanie. Zajmował się tworzeniem map geologicznych, 1929–1931 był dyrektorem Instytutu Kartografii Geologicznej Głównego Zarządu Geologiczno-Zwiadowczego ZSRR, przyczynił się do wydania w 1937 pierwszej w ZSRR mapy geologicznej wszystkich terytoriów kraju, zapoczątkował też nauczanie w ZSRR o facjach. W 1956 opracował mapę geologiczną ZSRR w skali 1:2 5000 000, która w 1958 została nagrodzona Grand Prix na Wystawie Światowej w Brukseli. Specjalizował się w stratygrafii, paleontologii, paleogeografii i minerałach Uralu, Azji Środkowej i Platformy Wschodnioeuropejskiej. Formułował zalecenia dotyczące poszukiwania ropy naftowej w rejonie Uchty i poszukiwań boksytów na Uralu. Jego prace przyczyniły się do udoskonalenia stratygrafii i paleogeografii Uralu, szczególnie sznurów haczykowych w środkowym i górnym dewonie i dolnym karbonie, a także ustalenia wieku geologicznego złóż boksytu Uralu i ropy Przedurala. Od 1946 do 1951 był przewodniczącym Prezydium Turkmeńskiej Filii Akademii Nauk ZSRR. Napisał ponad 400 publikacji, w tym monografie Gieologija SSSR i Uczenije o facjach. W 1954 założył Międzyresortowy Komitet Stratygraficzny ZSRR i stanął na jego czele. W 1939 otrzymał tytuł doktora nauk geologiczno-mineralogicznych, w 1946 został akademikiem Akademii Nauk ZSRR. W 1968 został akademikiem Serbskiej Akademii Nauk, był też honorowym członkiem wielu towarzystw naukowych ZSRR, Francji, W. Brytanii, Polski, Węgier, Czechosłowacji, USA i Indii. Na jego cześć nazwano 59 gatunków zwierząt kopalnych i 3 gatunki roślin oraz dwa lodowce, jeden w Pamirze, drugi w Tienszan, a także dwa statki badawcze.

## Odznaczenia i nagrody
- Medal Sierp i Młot Bohatera Pracy Socjalistycznej (29 kwietnia 1963)
- Order Lenina (czterokrotnie, 24 czerwca 1945, 4 września 1948, 29 kwietnia 1963 i 22 sierpnia 1969)
- Order Rewolucji Październikowej (17 września 1975)
- Order Czerwonego Sztandaru Pracy (trzykrotnie, 10 czerwca 1943, 1 listopada 1948 i 28 stycznia 1950)
- Order Przyjaźni Narodów (24 sierpnia 1979)
- Nagroda Stalinowska (1946)
- Nagroda Leninowska (1957)
- Złoty Medal im. Przewalskiego (1927)
- Złoty Medal im. Karpińskiego (1949)
- Medal Leopolda von Bucha (RFN)

I inne.